# Puck van Stijn
Puck van Stijn (Gorinchem, 4 mei 2004) is een Nederlandse actrice.
Van Stijn trad voor de eerste keer op in het filmpje Double life van Ben Brand. Dit was in 2011 de commercial voor de Young Director Award op het Filmfestival van Cannes. Nadat ze was ingeschreven bij een castingbureau, trad ze op in een reclamespot ter gelegenheid van de heropening van het Rijksmuseum. Ze was daarna als actrice te zien in de televisieseries Zwarte tulp (2015), Toen mijn vader een struik werd (2016) en Ik weet wie je bent (2018). In 2021 had Van Stijn een bijrol in de Videoland-miniserie Mocro Maffia: Komtgoed.

## Filmografie

### Film
- 2016: Toen mijn vader een struik werd, als Rikka
- 2017: PRIL, als Bente

### Televisie
- 2015-2016: Zwarte tulp, als Jisanne Vonk
- 2018: De regels van Floor, als Jane
- 2018: Ik weet wie je bent, als Juliette Elias
- 2021: Mocro Maffia: Komtgoed, als Saskia